# جنی وید
جنیفر وید (پیداد: جنیفر واید) (۶ اکتبر ۱۹۸۰) یک بازیگر آمریکایی است. وید در یوجین، اورگان متولد شد. او در سال ۱۹۹۸ به لس آنجلس نقل مکان کرد تا حرفه بازیگری خود را دنبال کند. وید در مارس ۲۰۱۸ با بازیگر رابرت باکلی نامزد کرد. در ماه مه ۲۰۱۸، این زوج اعلام کردند که ازدواج کرده‌اند. آنها یک پسر دارند.

## فیلم‌شناسی

### فیلم
| سال  | عنوان                    | نقش               | یادداشت  |
| ---- | ------------------------ | ----------------- | -------- |
| ۲۰۰۰ | پرستار بتی               | پیشخدمت غذاخوری   | بی‌اعتبار |
| ۲۰۰۵ | هیولا شوهر               | جانشین جوان ویولا |          |
| ۲۰۰۵ | چشم قرمز                 | دختر کافی شاپ     |          |
| ۲۰۰۵ | برداشت یخ                | کیک کوچک          | بی‌اعتبار |
| ۲۰۰۵ | جشن                      | پای عسل           |          |
| ۲۰۰۵ | شایعه آن را دارد         | نیکی              |          |
| ۲۰۰۶ | عشق دارو است             | ارین ساترلند      |          |
| ۲۰۰۷ | امکان رزرو وجود ندارد    | لیا               |          |
| ۲۰۰۸ | جشن ۲: ثانیه درهم و برهم | پای عسل           |          |
| ۲۰۰۹ | نوار                     | ملیسا             |          |
| ۲۰۰۹ | جشن سوم: پایان شاد       | پای عسل           | کامئو    |
| ۲۰۰۹ | برادران                  | تینا              |          |
| ۲۰۱۴ | نقطه شکست                | ونسا              | [ ۴ ]    |

### تلویزیون
| سال     | عنوان                  | نقش         | یادداشت                         |
| ------- | ---------------------- | ----------- | ------------------------------- |
| ۱۹۹۹    | بی لباس                | TBA         | [قسمت‌های ناشناخته]              |
| ۲۰۰۰    | دستگیری و محاکمه       | کریستینا    | ۱ قسمت                          |
| ۲۰۰۳    | ۸ قانون ساده           | هلگا        | قسمت: "بیا و در خانه ما را بزن" |
| ۲۰۰۳    | هتل برهنه              | TBA         | خلبان تلویزیون فروخته نشده      |
| ۲۰۰۷    | سی‌اس‌آی: نیویورک        | فرن لازلو   | اپیزود: «تعویض جملات»           |
| ۲۰۰۷    | هل دادن دیزی           | هالی هوندین | اپیزود: «عوض ها»                |
| ۲۰۰۹    | بدنه سیاسی             | روبی کوک    | خلبان تلویزیون فروخته نشده      |
| ۲۰۰۹    | ماشین درو              | نینا        | نقش تکراری، ۱۱ قسمت             |
| ۲۰۱۰    | آدم‌های خوب             | لیز ترینور  | نقش اصلی، ۲۰ قسمت               |
| ۲۰۱۲    | داستان ترسناک آمریکایی | فاحشه       | اپیزود: ترفندها و رفتارها       |
| ۲۰۱۲–۱۳ | گروه موزیک عروسی       | راشل        | نقش اصلی، ۱۰ قسمت               |
| ۲۰۱۳    | گریم                   | کیسی        | قسمت: " آقای سندمن "            |
| ۲۰۱۴    | مردان دیوانه           | امی         | قسمت: "فراران"                  |
| ۲۰۱۵    | دست خدا                | هدر کالدول  | قسمت: "صدای درونی تو"           |
| ۲۰۱۶    | زیر سطح                | کامرون      | فیلم تلویزیونی                  |